# Typhlamphiascus unisetosus
Typhlamphiascus unisetosus är en kräftdjursart som beskrevs av Lang 1965. Typhlamphiascus unisetosus ingår i släktet Typhlamphiascus och familjen Diosaccidae. Inga underarter finns listade i Catalogue of Life.